# Деметрашвили, Иван Гаврилович
Иван Гаврилович Деметрашви́ли (Деметришвили) (груз. ივანე გაბრიელის ძე დემეტრაშვილი; 1908 — 1945) — участник Великой Отечественной войны, капитан, Герой Советского Союза.

## Биография
Родился 25 февраля 1908 года в селе Диди Тонети (ныне в Тетрицкаройского района Грузии) в рабочей семье. Грузин. Окончил электротехникум.
Служил в Красной Армии с 1928 по 1930 год. В 1941 году был вновь мобилизован. Окончил полковую школу и курсы младших лейтенантов. В действующих частях с 1942 года. В 1944 вступил в ряды ВКП(б).
В звании капитана командовал стрелковой ротой 2-го стрелкового батальона 1054-го стрелкового полка (301-я стрелковая дивизия, 9-й стрелковый корпус, 5-я ударная армия, 1-й Белорусский фронт). Особо отличился в боях на подступах Берлину.
16 апреля 1945 года рота под командованием Диметрашвили, отразив ожесточённые немецкие контратаки, смогла захватить важный опорный пункт — железнодорожную станцию Вербиг, которая располагалась в 4 километрах к северо-востоку города Зелов. В ходе боёв уничтожила множество солдат и офицеров противника. В один из ключевых моментов боя командир поднял бойцов в атаку, но в ходе её погиб.
Похоронен в Польше на офицерском кладбище города Костшин-над-Одрой.
Указом Президиума Верховного Совета СССР от 31 мая 1945 года за образцовое выполнение боевых заданий командования на фронте борьбы с немецко-фашистским захватчиками и проявленные при этом мужество и героизм капитану Деметрашвили посмертно было присвоено звание Героя Советского Союза.

## Награды
- Медаль «Золота Звезда»;
- орден Ленина;
- орден Красного Знамени;
- орден Александра Невского;
- орден Отечественной войны 1-й степени;
- орден Красной Звезды.

## Память
На доме узла связи в городе Тетри-Цкаро Грузии установлена памятная доска. Имя Ивана Деметришвили носила пионерская дружина одной из школ Тетрицкаройского района.